# Кодроїпо
Кодроїпо (італ. Codroipo, вен. Codroipo) — муніципалітет в Італії, у регіоні Фріулі-Венеція-Джулія,  провінція Удіне.
Кодроїпо розташоване на відстані близько 480 км на північ від Рима, 80 км на північний захід від Трієста, 11 км на північний захід від Удіне.
Населення — 16 046 осіб (2014).

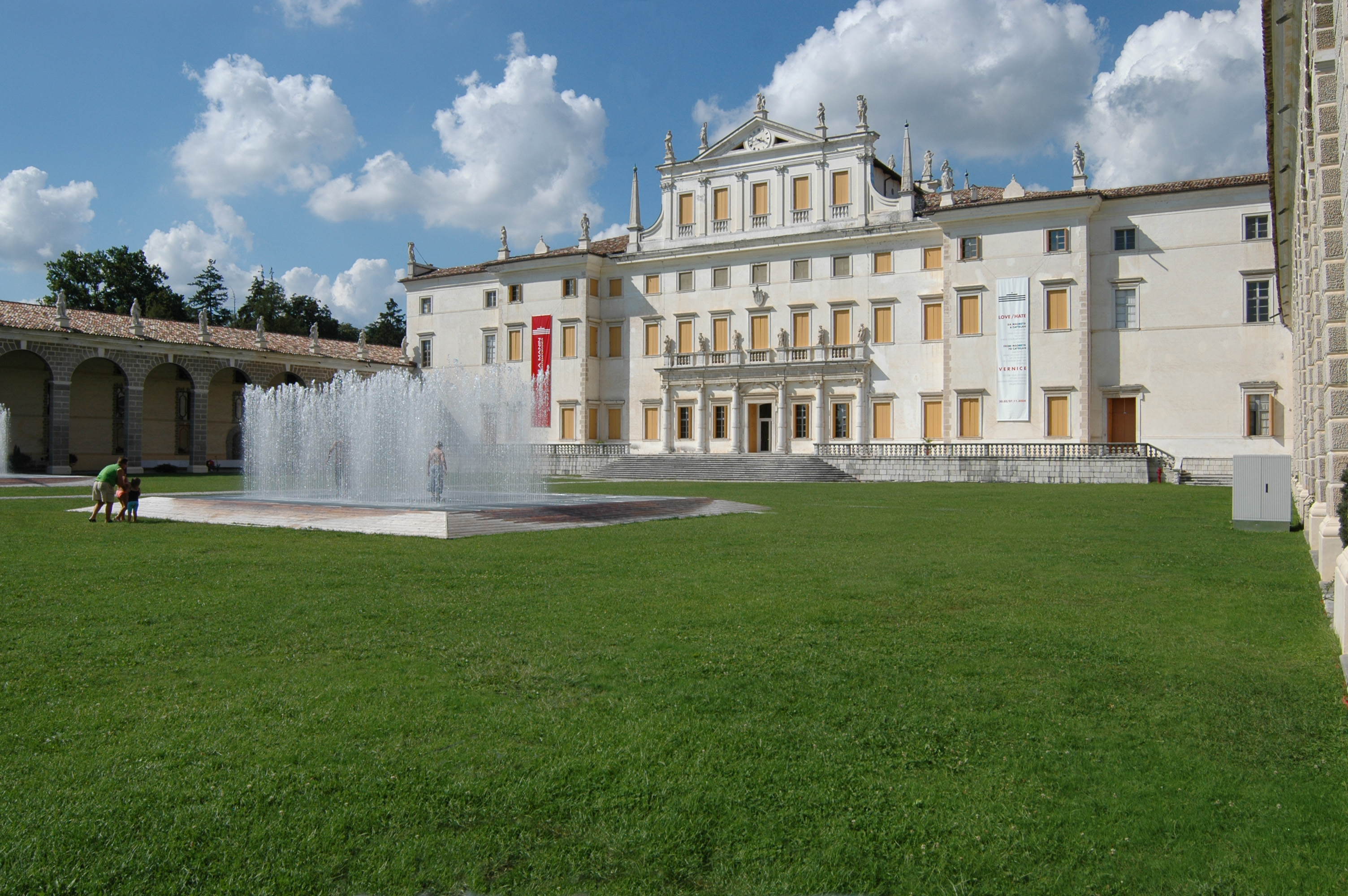

Щорічний фестиваль відбувається 5 серпня. Покровитель — Madonna della Neve.

## Демографія
Населення за роками:

Станом на 1 січня 2023 року в муніципалітеті офіційно проживало 1257 іноземців з 68 країн, серед них 343 громадяни країн Євросоюзу та 92 громадяни України.

## Сусідні муніципалітети
- Базиліано
- Бертіоло
- Каміно-аль-Тальяменто
- Лестіцца
- Мерето-ді-Томба
- Сан-Віто-аль-Тальяменто
- Седельяно
- Вальвазоне-Арцене
- Вармо